# Telescopus beetzi
Telescopus beetzi är en ormart som beskrevs av Barbour 1922. Telescopus beetzi ingår i släktet Telescopus och familjen snokar. Inga underarter finns listade i Catalogue of Life.
Arten förekommer i södra Namibia och i angränsande områden av Sydafrika. Honor lägger ägg.